# NGC 1819
NGC 1819 est une galaxie lenticulaire située dans la constellation d'Orion. NGC 1819 a été découverte par l'astronome américain Lewis Swift en 1885.

## Caractéristiques
NGC 1819 est une galaxie à sursaut de formation d'étoiles et elle présente une large raie HI.

### Distance
Sa vitesse par rapport au fond diffus cosmologique est de 4 465 ± 5 km/s, ce qui correspond à une distance de Hubble de 65,9 ± 4,6 Mpc (∼215 millions d'al).
À ce jour, 21 mesures non basées sur le décalage vers le rouge (redshift) donnent une distance de 62,276 ± 6,128 Mpc (∼203 millions d'al), ce qui est à l'intérieur des valeurs de la distance de Hubble.

### Émission de radiation ultraviolette
NGC 1819 est une galaxie dont le noyau brille dans le domaine de l'ultraviolet. Elle est inscrite dans le catalogue de Markarian sous la cote Mrk 1194 (MK 1194).

### Luminosité dans l'infrarouge
La luminosité de la galaxie NGC 1819 dans l'infrarouge lointain (de 40 à 400 µm)  est égale à 5,89 × 1010 {\displaystyle L_{\odot }} (1010,77{\displaystyle L_{\odot }}) et sa luminosité totale dans l'infrarouge (de 8 à 1 000 µm) est de 7,94 × 1010 {\displaystyle L_{\odot }} (1010,90{\displaystyle L_{\odot }}).

### Un disque entourant le noyau
Grâce aux observations du télescope spatial Hubble, on a détecté un disque de formation d'étoiles autour du noyau de NGC 1819. La taille de son demi-grand axe est estimée à 870 pc (~2840 années-lumière).

## Supernova
La supernova SN 2005el a été découverte dans NGC 1819 le 19 septembre 2005 par D. R. Madison, M. Baek et W. Li dans le cadre du programme LOSS (Lick Observatory Supernova Search) de l'observatoire Lick. Cette supernova était de type Ia.

## Groupe de NGC 1819
NGC 1819 est la plus brillante galaxie d'un groupe d'au moins 5 membres qui porte son nom. Les 4 autres galaxies du groupe de NGC 1819 sont IC 412, IC 413, UGC 3294 et UGC 3296.